# Christoph Henrich Suckow
Christoph Henrich Suckow (født 25. november 1749 i Rendsborg, død 2. september 1818 i København) var en dansk officer.
Han var søn af major af infanteriet Jens Reichardt Suckow (1720-1802) og dennes 1. hustru Anna (d. 1756). Han blev landkadet 1759, kadetkorporal 1764 og ansattes i 1769 (med anciennitet fra 1766) som underkonduktør ved Ingeniørkorpset, hvor han samme år avancerede til konduktør. I begyndelsen af 1774 approberede kongen en af general Heinrich Wilhelm von Huth udarbejdet plan for en bedre indretning af Ingeniørkorpset. Ved denne forsvandt konduktørbenævnelserne og afløstes af de sædvanlige militære grader. Suckow udnævntes da til sekondløjtnant af Ingeniørkorpset og året efter til virkelig premierløjtnant. 1775 forrettede han tjeneste ved Norges forenede militære og økonomiske opmåling. Han fik 1789 karakter som kaptajn af infanteriet, 1793 som virkelig ingeniørkaptajn og udnævntes til denne grad i 1794. 1803 forfremmedes han til ingeniørmajor, 1804 erholdt han udnævnelse som oberstløjtnant af infanteriet, og 1806 blev han kommandør for Ingeniørdetachementet i Danmark. Ingeniørkorpset var nemlig ved hærorganisationen af 1803 bl.a. blevet forøget med 3 kommandører, for Danmark, Norge og Holsten. Han deltog i Københavns forsvar 1807 og blev efter general Hans Christopher Geddes domfældelse og afskedigelse i anledning af kapitulationen oberst (med anciennitet af 1808) og chef for Ingeniørkorpset 8. februar 1809. Samme år indtrådte han i Defensionskommissionen. Han udnævntes 1812 til generalmajor og døde 2. september 1818 i København. Han var uden tvivl ugift.